# Szürkehátú verébpapagáj
A szürkehátú verébpapagáj (Forpus coelestis) a madarak osztályának papagájalakúak (Psittaciformes) rendjébe és a papagájfélék (Psittacidae) családjába tartozó faj.

## Rendszerezése
A fajt René Primevère Lesson francia ornitológus írta le 1847-ben, az Agapornis nembe Agapornis coelestis néven, innen helyezték jelenlegi nemébe.

## Előfordulása
Ecuador és Peru területén honos. A természetes élőhelye a szubtrópusi és trópusi  síkvidéki és hegyi esőerdők, lombhullató erdők és száraz bokrosok.

## Megjelenése
Testhossza 13 cm centiméter, testtömege 24–28 gramm. Tollazata nagyrészt zöld, kék szemsávja és szürke háta van. A hímek farktöve és szárnyéle élénkkék, míg a tojók ugyanitt zöldek. Kis méretéhez képest erős csőre van, a napraforgót is ki tudja bontani. Rövid farkával repülés közben gyors fordulókra képes.
|  |  |

## Életmódja
Párokban vagy kisebb csapatokban, a fák lombjai közt keresgéli gyümölcsökből és magvakból álló táplálékát. Territoriális viselkedése miatt elég harcias fajtársaival szemben, és féltékeny is lehet.

## Szaporodása
Általában fák odvába fészkel.

## Külső hivatkozások
- Képek az interneten a fajról
- Internet Bird Collection - videók a fajról
- Xeno-canto.org - a faj hangja és elterjedési területe
- verebpapagaj.hu - verébpapagájokról szóló blog magyarul
- happybirds.hu - Verébpapagáj tartása, és tenyésztése Archiválva 2017. január 1-i dátummal a Wayback Machine-ben